# Danville (Wirginia)
Danville – miasto we wschodnich Stanach Zjednoczonych, w stanie Wirginia. Według danych z 2000 roku liczyło 48,4 tys. mieszkańców. Od 3 do 10 kwietnia 1865 roku było ostatnią stolicą Skonfederowanych Stanów Ameryki.
Danville położone jest nad rzeką Dan, w miejscu, w którym uchodzi do niej Sandy River.